# Тврђава на Црном врху (Пирот)
Тврђава на Црном врху изнад Пирота се налази на Видличу, на 12 километара од града, близу Планинарског дома. 

## Историја
Тврђава је подигнута 1892. године после српско-бугарског рата због бојазни од новог рата са Бугарима. Тврђава никада заправо није коришћена. Градила се током 1982. и 1893. године. Грађена је од камених блокова и једна је од најочуванијих тврђава у Србији. Зидови тврђаве су дебели 1,6 метара а тврђава има камени свод исте дебљине. 
Тврђава је позиционирана према истоку јер се одатле очекивао напад непријатеља. При самом врху наилази се и на одбрамбени бедем од камена који је некада представљао последњу линију одбране тврђаве. Са западне стране, лево од главног улаза је зид прилично оштећен. Лук над улазом у тврђаву добро је очуван, а на странама са тврђаве се налазе пушкарнице.

## Данас
Тврђава данас пропада а у плану је да уђе на списак споменика културе како би се спречило пропадање. Појавиле су се пукотине на зидовима, а један део зида је пао због ерозије јер су окапнице на самој тврђави биле оштећене. 
Недалеко од Тврђаве се налазе репетитори за ТВ и радио сигнал који су били мета напада у НАТО бомбардовању. 